# Lodbjerg Klitplantage
Lodbjerg Klitplantage är en skog i Danmark. Den ligger i Region Nordjylland, i den nordvästra delen av landet. Lodbjerg Klitplantage ligger på ön Vendsyssel-Thy. Norr om skogen förekommer hed och på södra sidan två insjöar.